# 서영덕 (작곡가)
서영덕(徐永德, ? ~ ?)은 일제강점기와 대한민국의 대중음악 연주가 겸 작곡가이다.

## 생애
출신지, 가계, 학력 등에 대해서는 알려져 있지 않다. 대중음악 연주가와 작곡가로 활동을 시작하게 된 계기와 시점 또한 분명하지 않지만, 1933년 무렵부터 음반회사와 공연 무대, 방송에서 활동한 것으로 확인된다.
1933년 10월 김선초의 노래 〈긴 한숨〉, 1936년 1월 최은숙의 노래 〈애달픈 신세〉 등을 작곡했으며, 이들 노래에서 바이올린과 피아노를 연주한 것으로 추정된다. 1935년 11월 동양극장 개관 기념으로 열린 배구자(裵龜子)악극단 공연에서 편곡과 지휘를 맡기도 했으나, 1937년까지는 작품 수가 많지 않았고, 음악 활동 또한 활발한 편은 아니었다.
1938년 이후 오케(Okeh)레코드 전속으로 일하는 동안 주로 편곡을 담당했으며, 오케레코드 관련 공연 단체인 조선악극단에서 조선음악구락부(朝鮮音樂俱樂部, C.M.C 악단)의 일원으로 활동했다. 1943년까지 편곡을 담당한 작품은 현재 20여 곡 정도 확인되며, 이 가운데에는 〈지원병의 어머니〉, 〈위문편지〉, 〈아세아의 합창〉, 〈모자상봉〉과 같은 군국가요도 포함되어 있다. 이러한 경력으로 인해 민족문제연구소의 친일인명사전 수록자 명단의 문화/예술 부문에 포함되었다. 1943년 후반부터는 조선악극단에서 나와 성보(城寶)악극대, 현대극장, 조흥연예대(朝興演藝隊) 등에서 작곡과 편곡 등 음악을 담당했다.
해방 이후에 현대가극단, 국도(國都)가극단, K.P.K악단 등에서 음악 활동을 전개했으나, 1950년 6월 6일에 발행된 《조선일보》에 게재된 K.P.K악단 광고에 이름이 등장한 이후로는 행적이 전혀 남아 있지 않다. 1957년 당시 대한민국에서 활동하고 있던 대중음악가 명단을 거의 모두 수록한 《한국무대예술인명감》에도 그의 이름이 없는 것으로 볼 때, 이르면 1950년, 늦어도 1957년 이전에 사망했거나 음악 활동을 중단한 것으로 추정된다.

## 참고자료
- 민족문제연구소 (2009). 〈서영덕〉. 《친일인명사전 2 (ㅂ ~ ㅇ)》. 서울. 260 ~ 261쪽.
- 문화콘텐츠닷컴: 오케레코드와 조선악극단 - 서영덕(徐永德)